# Zangabad
Zangabad (oder Zangiabad, auch Zangābād und Zangīābād) ist ein afghanisches Dorf im Distrikt Pandschwai in der Provinz Kandahar.

## Lage
Zangabad liegt 915 Meter über dem Meeresspiegel. Durchschnittlich alle 50 Jahre tritt ein Erdbeben mit der Stärke vier bis fünf nach Richter auf. Zeiten mit extremer Dürre kommen sehr oft vor.

## Infrastruktur
In direkter Umgebung von Zangabad befindet sich eine Forward Operating Base (FOB) der Streitkräfte der Vereinigten Staaten (Stand März 2012).

## Geschichte
Zeitungsberichten zufolge richtete am 11. März 2012 ein Feldwebel aus der FOB in Zangabad ein Massaker an. Dabei soll er 16 Zivilisten, davon neun Kinder und drei Frauen, getötet haben.